# Gaspol

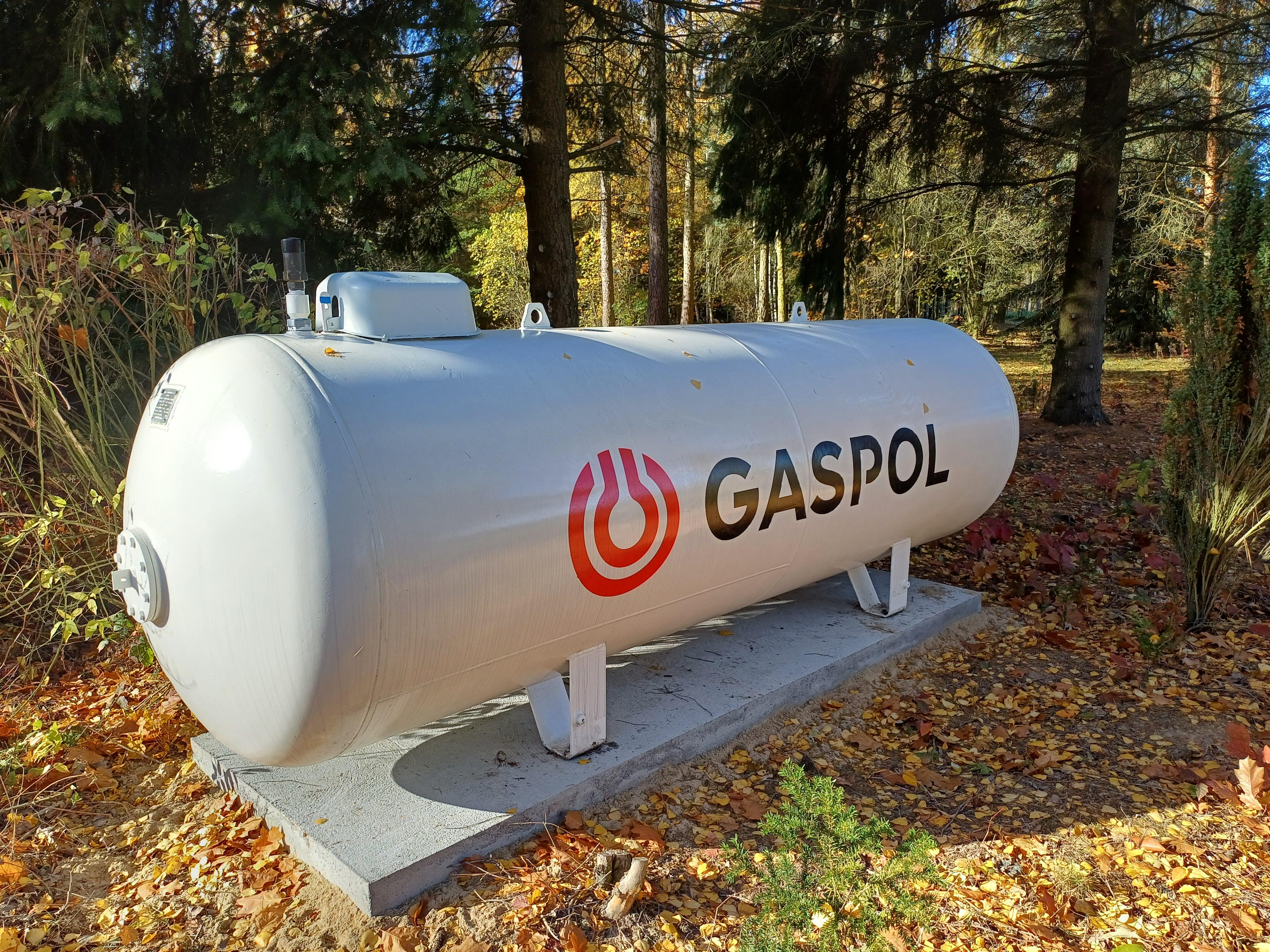
Zbiornik gazowy z logo Gaspolu

Gaspol S.A. (stylizowane GASPOL S.A.) − przedsiębiorstwo specjalizujące się w dostarczaniu energii. Pod marką GASPOL sprzedaje rozwiązania oparte na gazie płynnym (LPG), skroplonym gazie ziemnym (LNG), a także systemy hybrydowe. Spółka należy do koncernu SHV Energy z siedzibą w Hoofddorp (Holandia).
Przedsiębiorstwo dysponuje trzema terminalami przeładunkowymi – morskim w Gdańsku oraz kolejowymi w Sędziszowie i Małaszewiczach – oraz czterema rozlewniami gazu płynnego (Barlinek, Lubartów, Pleszew, Rypin). Jego ogólnopolska sieć dystrybucji obejmuje ok. 300 autoryzowanych dystrybutorów i 20 000 punktów sprzedaży detalicznej.
Spółka ma siedzibę w biurowcu Babka Tower przy al. Jana Pawła II 80 w Warszawie.

## Historia
- 1991 – holenderski koncern SHV Energy wykupuje od Skarbu Państwa rozlewnie gazu płynnego, utworzenie marki GASPOL
- 1992 – GASPOL tworzy pierwsze w Polsce instalacje zbiornikowe na gaz płynny
- 1993 – GASPOL zaczyna wspierać sport balonowy w Polsce
- 1993 – GASPOL stawia jedne z pierwszych w Polsce stacji autogazu
- 1994 – GASPOL uruchamia pierwszy w Polsce profesjonalny terminal lądowy
- 1997 – GASPOL jako pierwszy dystrybutor w Polsce wprowadza do swojej oferty gaz płynny jako paliwo do zasilania autobusów miejskich oraz butlę przeznaczoną do zasilania wózków widłowych
- 1999 – GASPOL uruchamia terminal morski w Gdańsku, który umożliwia sprowadzanie gazu płynnego drogą morską
- 2000 – wprowadzenie pierwszych rozwiązań telemetrycznych
- 2006 – wprowadzenie kolektorów słonecznych do oferty GASPOLU
- 2006-2008 – GASPOL sponsorem Tour de Pologne
- 2008 – uruchomienie sklepu internetowego z ofertą produktów na gaz płynny
- 2009 – GASPOL jako pierwsza firma w Polsce wprowadza system klimatyzacji i ogrzewania zasilany gazem płynnym (GHP)
- 2009 – rozpoczęcie kampanii „GASPOL Kibicuje Klimatowi”, której celem jest edukacja na temat nowoczesnych i ekologicznych rozwiązań energetycznych przy wykorzystaniu odnawialnych źródeł energii oraz aktywizowanie gmin, powiatów i społeczności lokalnych do lokalnego podejmowania inicjatyw proekologicznych
- 2009 – GASPOL powołuje drużynę balonową GASPOL Team
- 2010 – Powołanie przez GASPOL Forum Rozwoju Efektywnej Energii (FREE) promującego nowoczesne źródła energii na terenach wiejskich
- 2011 – GASPOL zostaje oficjalnym sponsorem balonowej reprezentacji Polski
- 2013 – Uruchomienie pierwszej w Polsce instalacji mikrokogeneracyjnej na gaz płynny w rozlewni gazu w Pleszewie oraz wprowadzenie do oferty skroplonego gazu ziemnego LNG
- 2014 – Wprowadzenie do oferty energii elektrycznej i gazu ziemnego. Rozszerzenie marki GASPOL na GASPOL ENERGY
- 2023 – GASPOL zostaje wyróżniony tytułem „Odpowiedzialny i Przyjazny Pracodawca” na gali Polskiego Funduszu Rozwoju[2].

## Usługi (m.in.)
- projektowanie i wykonywanie przydomowych instalacji gazowych, wykorzystujących naziemne lub podziemne zbiorniki na gaz płynny;
- dostarczanie gazu płynnego do przydomowych instalacji gazowych;
- sprzedaż zestawów solarnych i ich integracja z gazowymi systemami grzewczymi;
- projektowanie i wykonanie instalacji gazowych na potrzeby przedsiębiorstw;
- dostarczanie gazu płynnego przedsiębiorstwom korzystającym z instalacji gazowych;
- dostarczanie gazu w butlach na potrzeby kuchni domowych i gastronomii, zasilania kuchenek turystycznych, urządzeń grzewczych, wózków widłowych, a także wykorzystania jako źródło energii w procesach technologicznych i produkcyjnych;
- dostarczanie hurtowych ilości autogazu do stacji paliw;
- hurtowa sprzedaż gazu podmiotom trzecim;
- sprzedaż i instalacja urządzeń gazowych (kotły gazowe, pompy ciepła);
- sprzedaż systemów hybrydowych;
- sprzedaż LNG.

## Nagrody
- 2003 – Lider Rynku (nagroda za wprowadzenie systemu telemetrycznego, który umożliwia klientom płacenie wyłącznie za zużyty gaz) – nagroda przyznana przez Forum Liderów Polskich, Interres
- 2007 – Firma Przyjazna Klientowi, nagroda przyznana przez Instytut Zarządzania
- 2008 – Solidny Pracodawca, nagroda przyznana przez Grupa Media Partner
- 2010 – Laur Klienta
- 2011 – Innowacja 2011 – GASPOL został nagrodzony za system obsługi klienta – Digital Customer Service, nagroda przyznana przez Forum Biznesu i Polską Akademię Nauk
- 2011 – Nowy Impuls – nagroda przyznana przez magazyn „Nowy Przemysł” za inicjowanie przekształceń, wdrożeń nowych technologii i innowacji
- 2013 – Złoty Spinacz dla projektu Forum Rozwoju Efektywnej Energii (FREE)
- 2013 – nominacja do EMEA Sabre Awards w Barcelonie za projekt Forum Rozwoju Efektywnej Energii (FREE)